# Bretagne Classic 2022
La  Bretagne Classic 2022 est la 86e édition de cette course cycliste masculine sur route. Elle a lieu le 28 août 2022 dans le Morbihan, en France, et fait partie du calendrier UCI World Tour 2022 en catégorie 1.UWT.

## Présentation

### Équipes
La Bretagne Classic faisant partie du calendrier de l'UCI World Tour, les dix-huit « UCI WorldTeam » ont le devoir de participer. 
| WorldTeams (18)- AG2R Citroën Team - Astana Qazaqstan Team - Bahrain Victorious - Bora-Hansgrohe - BikeExchange-Jayco - Cofidis - Team DSM - EF Education-EasyPost - Groupama-FDJ - Ineos Grenadiers - Intermarché-Wanty-Gobert Matériaux - Israel-Premier Tech - Jumbo-Visma - Lotto-Soudal - Movistar Team - Quick-Step Alpha Vinyl - Trek-Segafredo - UAE Team Emirates ProTeams (6)- Arkéa-Samsic - B&B Hotels-KTM - Bardiani-CSF-Faizanè - Bingoal Pauwels Sauces WB - TotalEnergies - Uno-X Pro Cycling Team |
| |

## Classement de la course
| \| Classement général \| Classement général \| Classement général \| Classement général \| Classement général \| \| Coureur \| Coureur \| Pays \| Équipe \| Temps \| \| ------------------ \| ------------------ \| ------------------ \| ---------------------------------- \| ------------------ \| \| 1er \| Wout van Aert \| Belgique \| Jumbo-Visma \| 6 h 04 min 22 s \| \| 2e \| Axel Laurance \| France \| B&B Hotels-KTM \| + 0 s \| \| 3e \| Alexander Kamp \| Danemark \| Trek-Segafredo \| + 0 s \| \| 4e \| Arnaud De Lie \| Belgique \| Lotto-Soudal \| + 0 s \| \| 5e \| Filippo Fiorelli \| Italie \| Bardiani CSF Faizanè \| + 0 s \| \| 6e \| Biniam Girmay \| Érythrée \| Intermarché-Wanty-Gobert Matériaux \| + 0 s \| \| 7e \| Oliver Naesen \| Belgique \| AG2R Citroën Team \| + 0 s \| \| 8e \| Benjamin Thomas \| France \| Cofidis \| + 0 s \| \| 9e \| Toms Skujiņš \| Lettonie \| Trek-Segafredo \| + 0 s \| \| 10e \| Andrea Piccolo \| Italie \| EF Education-EasyPost \| + 0 s \| |                  |          |                                    |                 |
| |                  |          |                                    |                 |
| Source : ProCyclingStats |                  |          |                                    |                 |
| Classement général |                  |          |                                    |                 |
| Coureur | Coureur          | Pays     | Équipe                             | Temps           |
| 1er | Wout van Aert    | Belgique | Jumbo-Visma                        | 6 h 04 min 22 s |
| 2e | Axel Laurance    | France   | B&B Hotels-KTM                     | + 0 s           |
| 3e | Alexander Kamp   | Danemark | Trek-Segafredo                     | + 0 s           |
| 4e | Arnaud De Lie    | Belgique | Lotto-Soudal                       | + 0 s           |
| 5e | Filippo Fiorelli | Italie   | Bardiani CSF Faizanè               | + 0 s           |
| 6e | Biniam Girmay    | Érythrée | Intermarché-Wanty-Gobert Matériaux | + 0 s           |
| 7e | Oliver Naesen    | Belgique | AG2R Citroën Team                  | + 0 s           |
| 8e | Benjamin Thomas  | France   | Cofidis                            | + 0 s           |
| 9e | Toms Skujiņš     | Lettonie | Trek-Segafredo                     | + 0 s           |
| 10e | Andrea Piccolo   | Italie   | EF Education-EasyPost              | + 0 s           |

## Liste des participants
| AG2R Citroën Team ACT | AG2R Citroën Team ACT        | AG2R Citroën Team ACT |
| --------------------- | ---------------------------- | --------------------- |
| Num                   | Coureur                      | Pos                   |
| 1                     | Benoît Cosnefroy (FRA)       | 20e                   |
| 2                     | Mikaël Cherel (FRA)          | 77e                   |
| 3                     | Stan Dewulf (BEL)            | 48e                   |
| 4                     | Aurélien Paret-Peintre (FRA) | 40e                   |
| 5                     | Oliver Naesen (BEL)          | 7e                    |
| 6                     | Valentin Retailleau (FRA)    | AB                    |
| 7                     | Clément Venturini (FRA)      | 23e                   |

| Quick-Step Alpha Vinyl QST | Quick-Step Alpha Vinyl QST | Quick-Step Alpha Vinyl QST |
| -------------------------- | -------------------------- | -------------------------- |
| Num                        | Coureur                    | Pos                        |
| 11                         | Andrea Bagioli (ITA)       | 83e                        |
| 12                         | Davide Ballerini (ITA)     | 136e                       |
| 13                         | Josef Černý (CZE)          | AB                         |
| 14                         | Tim Declercq (BEL)         | 103e                       |
| 15                         | Mikkel Honoré (DEN)        | 16e                        |
| 16                         | Mauro Schmid (SUI)         | 28e                        |
| 17                         | Zdeněk Štybar (CZE)        | 120e                       |

| Ineos Grenadiers IGD | Ineos Grenadiers IGD   | Ineos Grenadiers IGD |
| -------------------- | ---------------------- | -------------------- |
| Num                  | Coureur                | Pos                  |
| 21                   | Eddie Dunbar (IRL)     | 90e                  |
| 22                   | Jhonatan Narváez (ECU) | 43e                  |
| 23                   | Salvatore Puccio (ITA) | 116e                 |
| 24                   | Brandon Rivera (COL)   | 138e                 |
| 25                   | Luke Rowe (GBR)        | 123e                 |
| 26                   | Ben Swift (GBR)        | AB                   |
| 27                   | Elia Viviani (ITA)     | 52e                  |

| Arkéa-Samsic ARK | Arkéa-Samsic ARK      | Arkéa-Samsic ARK |
| ---------------- | --------------------- | ---------------- |
| Num              | Coureur               | Pos              |
| 31               | Warren Barguil (FRA)  | 13e              |
| 32               | Donavan Grondin (FRA) | 56e              |
| 33               | Connor Swift (GBR)    | 87e              |
| 34               | Romain Hardy (FRA)    | AB               |
| 35               | Kévin Vauquelin (FRA) | 29e              |
| 36               | Laurent Pichon (FRA)  | 73e              |
| 37               | Hugo Hofstetter (FRA) | 63e              |

| B&B Hotels-KTM BBK | B&B Hotels-KTM BBK     | B&B Hotels-KTM BBK |
| ------------------ | ---------------------- | ------------------ |
| Num                | Coureur                | Pos                |
| 41                 | Cyril Barthe (FRA)     | 100e               |
| 42                 | Franck Bonnamour (FRA) | 75e                |
| 43                 | Pierre Rolland (FRA)   | 35e                |
| 44                 | Cyril Gautier (FRA)    | 108e               |
| 45                 | Alexis Gougeard (FRA)  | 49e                |
| 46                 | Axel Laurance (FRA)    | 2e                 |
| 47                 | Luca Mozzato (ITA)     | 68e                |

| Trek-Segafredo TFS | Trek-Segafredo TFS      | Trek-Segafredo TFS |
| ------------------ | ----------------------- | ------------------ |
| Num                | Coureur                 | Pos                |
| 51                 | Jon Aberasturi (ESP)    | 105e               |
| 52                 | Filippo Baroncini (ITA) | AB                 |
| 53                 | Markus Hoelgaard (NOR)  | 41e                |
| 54                 | Alexander Kamp (DEN)    | 3e                 |
| 55                 | Otto Vergaerde (BEL)    | 113e               |
| 56                 | Toms Skujiņš (LAT)      | 9e                 |
| 57                 | Emīls Liepiņš (LAT)     | 51e                |

| Groupama-FDJ GFC | Groupama-FDJ GFC       | Groupama-FDJ GFC |
| ---------------- | ---------------------- | ---------------- |
| Num              | Coureur                | Pos              |
| 61               | David Gaudu (FRA)      | 93e              |
| 62               | Arnaud Démare (FRA)    | 122e             |
| 63               | Lewis Askey (GBR)      | 65e              |
| 64               | Kevin Geniets (LUX)    | 72e              |
| 65               | Stefan Küng (SUI)      | 70e              |
| 66               | Michael Storer (AUS)   | 91e              |
| 67               | Valentin Madouas (FRA) | 15e              |

| Israel-Premier Tech IPT | Israel-Premier Tech IPT | Israel-Premier Tech IPT |
| ----------------------- | ----------------------- | ----------------------- |
| Num                     | Coureur                 | Pos                     |
| 71                      | Guillaume Boivin (CAN)  | 66e                     |
| 72                      | Simon Clarke (AUS)      | 30e                     |
| 73                      | Krists Neilands (LAT)   | 44e                     |
| 74                      | Giacomo Nizzolo (ITA)   | 50e                     |
| 75                      | Dylan Teuns (BEL)       | 38e                     |
| 76                      | Jakob Fuglsang (DEN)    | 117e                    |

| Bora-Hansgrohe BOH | Bora-Hansgrohe BOH      | Bora-Hansgrohe BOH |
| ------------------ | ----------------------- | ------------------ |
| Num                | Coureur                 | Pos                |
| 81                 | Giovanni Aleotti (ITA)  | 33e                |
| 82                 | Cesare Benedetti (POL)  | 106e               |
| 83                 | Patrick Gamper (AUT)    | 126e               |
| 84                 | Lukas Pöstlberger (AUT) | 125e               |
| 85                 | Ide Schelling (NED)     | 86e                |
| 86                 | Frederik Wandahl (DEN)  | AB                 |
| 87                 | Ben Zwiehoff (GER)      | 101e               |

| TotalEnergies TEN | TotalEnergies TEN        | TotalEnergies TEN |
| ----------------- | ------------------------ | ----------------- |
| Num               | Coureur                  | Pos               |
| 91                | Mathieu Burgaudeau (FRA) | 11e               |
| 92                | Fabien Doubey (FRA)      | 128e              |
| 93                | Pierre Latour (FRA)      | 21e               |
| 94                | Daniel Oss (ITA)         | AB                |
| 95                | Julien Simon (FRA)       | 74e               |
| 96                | Peter Sagan (SVK)        | 107e              |
| 97                | Anthony Turgis (FRA)     | 118e              |

| Movistar Team MOV | Movistar Team MOV         | Movistar Team MOV |
| ----------------- | ------------------------- | ----------------- |
| Num               | Coureur                   | Pos               |
| 101               | Alex Aranburu (ESP)       | 12e               |
| 102               | Jorge Arcas (ESP)         | 67e               |
| 103               | William Barta (USA)       | 131e              |
| 104               | Iván García Cortina (ESP) | 57e               |
| 105               | Vinicius Rangel (BRA)     | 84e               |
| 106               | Sergio Samitier (ESP)     | AB                |
| 107               | Gonzalo Serrano (ESP)     | 34e               |

| EF Education-EasyPost EFE | EF Education-EasyPost EFE | EF Education-EasyPost EFE |
| ------------------------- | ------------------------- | ------------------------- |
| Num                       | Coureur                   | Pos                       |
| 111                       | Magnus Cort Nielsen (DEN) | 46e                       |
| 112                       | Stefan Bissegger (SUI)    | 109e                      |
| 113                       | Jens Keukeleire (BEL)     | 54e                       |
| 114                       | Sebastian Langeveld (NED) | 135e                      |
| 115                       | Andrea Piccolo (ITA)      | 10e                       |
| 116                       | Marijn van den Berg (NED) | 37e                       |
| 117                       | Łukasz Wiśniowski (POL)   | 134e                      |

| Bahrain Victorious TBV | Bahrain Victorious TBV      | Bahrain Victorious TBV |
| ---------------------- | --------------------------- | ---------------------- |
| Num                    | Coureur                     | Pos                    |
| 121                    | Yukiya Arashiro (JPN)       | 58e                    |
| 122                    | Damiano Caruso (ITA)        | 98e                    |
| 123                    | Johan Price-Pejtersen (DEN) | 96e                    |
| 124                    | Jan Tratnik (SLO)           | 14e                    |
| 125                    | Stephen Williams (GBR)      | 139e                   |
| 126                    | Kamil Gradek (POL)          | AB                     |
| 127                    | Matevž Govekar (SLO)        | 129e                   |

| BikeExchange-Jayco BEX | BikeExchange-Jayco BEX | BikeExchange-Jayco BEX |
| ---------------------- | ---------------------- | ---------------------- |
| Num                    | Coureur                | Pos                    |
| 131                    | Michael Matthews (AUS) | 27e                    |
| 132                    | Tsgabu Grmay (ETH)     | AB                     |
| 133                    | Jan Maas (NED)         | 64e                    |
| 134                    | Tanel Kangert (EST)    | AB                     |
| 135                    | Luka Mezgec (SLO)      | AB                     |
| 136                    | Dion Smith (NZL)       | AB                     |
| 137                    | Matteo Sobrero (ITA)   | AB                     |

| Team DSM DSM | Team DSM DSM               | Team DSM DSM |
| ------------ | -------------------------- | ------------ |
| Num          | Coureur                    | Pos          |
| 141          | Søren Kragh Andersen (DEN) | AB           |
| 142          | Pavel Bittner (CZE)        | 42e          |
| 143          | Romain Combaud (FRA)       | 115e         |
| 144          | Chris Hamilton (AUS)       | 76e          |
| 145          | Leon Heinschke (GER)       | 80e          |
| 146          | Martijn Tusveld (NED)      | 114e         |
| 147          | Kevin Vermaerke (USA)      | AB           |

| UAE Team Emirates UAD | UAE Team Emirates UAD      | UAE Team Emirates UAD |
| --------------------- | -------------------------- | --------------------- |
| Num                   | Coureur                    | Pos                   |
| 151                   | Tadej Pogačar (SLO)        | 89e                   |
| 152                   | Oliviero Troia (ITA)       | AB                    |
| 153                   | Ryan Gibbons (RSA)         | 53e                   |
| 154                   | Matteo Trentin (ITA)       | 88e                   |
| 155                   | Diego Ulissi (ITA)         | 26e                   |
| 156                   | Vegard Stake Laengen (NOR) | 85e                   |
| 157                   | Rui Oliveira (POR)         | 36e                   |

| Cofidis COF | Cofidis COF               | Cofidis COF |
| ----------- | ------------------------- | ----------- |
| Num         | Coureur                   | Pos         |
| 161         | Guillaume Martin (FRA)    | 92e         |
| 162         | Ion Izagirre (ESP)        | 19e         |
| 163         | François Bidard (FRA)     | 82e         |
| 164         | Anthony Perez (FRA)       | 124e        |
| 165         | Pierre-Luc Périchon (FRA) | AB          |
| 166         | Benjamin Thomas (FRA)     | 8e          |
| 167         | Axel Zingle (FRA)         | 132e        |

| Astana Qazaqstan Team AST | Astana Qazaqstan Team AST | Astana Qazaqstan Team AST |
| ------------------------- | ------------------------- | ------------------------- |
| Num                       | Coureur                   | Pos                       |
| 171                       | Joe Dombrowski (USA)      | AB                        |
| 172                       | Christian Scaroni (ITA)   | 25e                       |
| 173                       | Yevgeniy Gidich (KAZ)     | AB                        |
| 174                       | Yuriy Natarov (KAZ)       | 127e                      |
| 175                       | Andrey Zeits (KAZ)        | 99e                       |
| 176                       | Simone Velasco (ITA)      | 47e                       |
| 177                       | Valerio Conti (ITA)       | 97e                       |

| Jumbo-Visma TJV | Jumbo-Visma TJV            | Jumbo-Visma TJV |
| --------------- | -------------------------- | --------------- |
| Num             | Coureur                    | Pos             |
| 181             | Wout van Aert (BEL)        | 1er             |
| 182             | Koen Bouwman (NED)         | AB              |
| 183             | Pascal Eenkhoorn (NED)     | 137e            |
| 184             | David Dekker (NED)         | AB              |
| 185             | Timo Roosen (NED)          | 133e            |
| 186             | Lennard Hofstede (NED)     | AB              |
| 187             | Nathan Van Hooydonck (BEL) | AB              |

| Intermarché-Wanty-Gobert Matériaux IWG | Intermarché-Wanty-Gobert Matériaux IWG | Intermarché-Wanty-Gobert Matériaux IWG |
| -------------------------------------- | -------------------------------------- | -------------------------------------- |
| Num                                    | Coureur                                | Pos                                    |
| 191                                    | Dimitri Claeys (BEL)                   | 39e                                    |
| 192                                    | Biniam Girmay (ERI)                    | 6e                                     |
| 193                                    | Hugo Page (FRA)                        | 59e                                    |
| 194                                    | Andrea Pasqualon (ITA)                 | 60e                                    |
| 195                                    | Tom Devriendt (BEL)                    | 102e                                   |
| 196                                    | Baptiste Planckaert (BEL)              | 111e                                   |
| 197                                    | Loïc Vliegen (BEL)                     | 45e                                    |

| Lotto-Soudal LTS | Lotto-Soudal LTS         | Lotto-Soudal LTS |
| ---------------- | ------------------------ | ---------------- |
| Num              | Coureur                  | Pos              |
| 201              | Victor Campenaerts (BEL) | 31e              |
| 202              | Jasper De Buyst (BEL)    | 17e              |
| 203              | Arnaud De Lie (BEL)      | 4e               |
| 204              | Philippe Gilbert (BEL)   | 18e              |
| 205              | Brent Van Moer (BEL)     | 78e              |
| 206              | Florian Vermeersch (BEL) | 94e              |
| 207              | Frederik Frison (BEL)    | 79e              |

| Bardiani CSF Faizanè BCF | Bardiani CSF Faizanè BCF | Bardiani CSF Faizanè BCF |
| ------------------------ | ------------------------ | ------------------------ |
| Num                      | Coureur                  | Pos                      |
| 211                      | Filippo Zana (ITA)       | 119e                     |
| 213                      | Filippo Fiorelli (ITA)   | 5e                       |
| 214                      | Davide Gabburo (ITA)     | 61e                      |
| 215                      | Sacha Modolo (ITA)       | 62e                      |
| 216                      | Alessandro Tonelli (ITA) | 81e                      |
| 217                      | Samuele Zoccarato (ITA)  | 32e                      |

| Bingoal Pauwels Sauces WB BWB | Bingoal Pauwels Sauces WB BWB | Bingoal Pauwels Sauces WB BWB |
| ----------------------------- | ----------------------------- | ----------------------------- |
| Num                           | Coureur                       | Pos                           |
| 221                           | Louis Blouwe (BEL)            | 55e                           |
| 222                           | Johan Meens (BEL)             | 71e                           |
| 223                           | Kenny Molly (BEL)             | 110e                          |
| 224                           | Tom Paquot (BEL)              | AB                            |
| 225                           | Marco Tizza (ITA)             | 24e                           |
| 226                           | Attilio Viviani (ITA)         | 112e                          |
| 227                           | Tom Wirtgen (LUX)             | AB                            |

| Uno-X Pro Cycling Team UXT | Uno-X Pro Cycling Team UXT   | Uno-X Pro Cycling Team UXT |
| -------------------------- | ---------------------------- | -------------------------- |
| Num                        | Coureur                      | Pos                        |
| 231                        | Rasmus Tiller (NOR)          | 121e                       |
| 232                        | Anders Skaarseth (NOR)       | 130e                       |
| 233                        | Fredrik Dversnes (NOR)       | 69e                        |
| 234                        | Martin Bugge Urianstad (NOR) | 22e                        |
| 235                        | Syver Wærsted (NOR)          | AB                         |
| 236                        | Jonas Abrahamsen (NOR)       | 95e                        |
| 237                        | Erik Nordsæter Resell (NOR)  | 104e                       |

| AG2R Citroën Team ACT | AG2R Citroën Team ACT        | AG2R Citroën Team ACT |
| --------------------- | ---------------------------- | --------------------- |
| Num                   | Coureur                      | Pos                   |
| 1                     | Benoît Cosnefroy (FRA)       | 20e                   |
| 2                     | Mikaël Cherel (FRA)          | 77e                   |
| 3                     | Stan Dewulf (BEL)            | 48e                   |
| 4                     | Aurélien Paret-Peintre (FRA) | 40e                   |
| 5                     | Oliver Naesen (BEL)          | 7e                    |
| 6                     | Valentin Retailleau (FRA)    | AB                    |
| 7                     | Clément Venturini (FRA)      | 23e                   |

| Quick-Step Alpha Vinyl QST | Quick-Step Alpha Vinyl QST | Quick-Step Alpha Vinyl QST |
| -------------------------- | -------------------------- | -------------------------- |
| Num                        | Coureur                    | Pos                        |
| 11                         | Andrea Bagioli (ITA)       | 83e                        |
| 12                         | Davide Ballerini (ITA)     | 136e                       |
| 13                         | Josef Černý (CZE)          | AB                         |
| 14                         | Tim Declercq (BEL)         | 103e                       |
| 15                         | Mikkel Honoré (DEN)        | 16e                        |
| 16                         | Mauro Schmid (SUI)         | 28e                        |
| 17                         | Zdeněk Štybar (CZE)        | 120e                       |

| Ineos Grenadiers IGD | Ineos Grenadiers IGD   | Ineos Grenadiers IGD |
| -------------------- | ---------------------- | -------------------- |
| Num                  | Coureur                | Pos                  |
| 21                   | Eddie Dunbar (IRL)     | 90e                  |
| 22                   | Jhonatan Narváez (ECU) | 43e                  |
| 23                   | Salvatore Puccio (ITA) | 116e                 |
| 24                   | Brandon Rivera (COL)   | 138e                 |
| 25                   | Luke Rowe (GBR)        | 123e                 |
| 26                   | Ben Swift (GBR)        | AB                   |
| 27                   | Elia Viviani (ITA)     | 52e                  |

| Arkéa-Samsic ARK | Arkéa-Samsic ARK      | Arkéa-Samsic ARK |
| ---------------- | --------------------- | ---------------- |
| Num              | Coureur               | Pos              |
| 31               | Warren Barguil (FRA)  | 13e              |
| 32               | Donavan Grondin (FRA) | 56e              |
| 33               | Connor Swift (GBR)    | 87e              |
| 34               | Romain Hardy (FRA)    | AB               |
| 35               | Kévin Vauquelin (FRA) | 29e              |
| 36               | Laurent Pichon (FRA)  | 73e              |
| 37               | Hugo Hofstetter (FRA) | 63e              |

| B&B Hotels-KTM BBK | B&B Hotels-KTM BBK     | B&B Hotels-KTM BBK |
| ------------------ | ---------------------- | ------------------ |
| Num                | Coureur                | Pos                |
| 41                 | Cyril Barthe (FRA)     | 100e               |
| 42                 | Franck Bonnamour (FRA) | 75e                |
| 43                 | Pierre Rolland (FRA)   | 35e                |
| 44                 | Cyril Gautier (FRA)    | 108e               |
| 45                 | Alexis Gougeard (FRA)  | 49e                |
| 46                 | Axel Laurance (FRA)    | 2e                 |
| 47                 | Luca Mozzato (ITA)     | 68e                |

| Trek-Segafredo TFS | Trek-Segafredo TFS      | Trek-Segafredo TFS |
| ------------------ | ----------------------- | ------------------ |
| Num                | Coureur                 | Pos                |
| 51                 | Jon Aberasturi (ESP)    | 105e               |
| 52                 | Filippo Baroncini (ITA) | AB                 |
| 53                 | Markus Hoelgaard (NOR)  | 41e                |
| 54                 | Alexander Kamp (DEN)    | 3e                 |
| 55                 | Otto Vergaerde (BEL)    | 113e               |
| 56                 | Toms Skujiņš (LAT)      | 9e                 |
| 57                 | Emīls Liepiņš (LAT)     | 51e                |

| Groupama-FDJ GFC | Groupama-FDJ GFC       | Groupama-FDJ GFC |
| ---------------- | ---------------------- | ---------------- |
| Num              | Coureur                | Pos              |
| 61               | David Gaudu (FRA)      | 93e              |
| 62               | Arnaud Démare (FRA)    | 122e             |
| 63               | Lewis Askey (GBR)      | 65e              |
| 64               | Kevin Geniets (LUX)    | 72e              |
| 65               | Stefan Küng (SUI)      | 70e              |
| 66               | Michael Storer (AUS)   | 91e              |
| 67               | Valentin Madouas (FRA) | 15e              |

| Israel-Premier Tech IPT | Israel-Premier Tech IPT | Israel-Premier Tech IPT |
| ----------------------- | ----------------------- | ----------------------- |
| Num                     | Coureur                 | Pos                     |
| 71                      | Guillaume Boivin (CAN)  | 66e                     |
| 72                      | Simon Clarke (AUS)      | 30e                     |
| 73                      | Krists Neilands (LAT)   | 44e                     |
| 74                      | Giacomo Nizzolo (ITA)   | 50e                     |
| 75                      | Dylan Teuns (BEL)       | 38e                     |
| 76                      | Jakob Fuglsang (DEN)    | 117e                    |

| Bora-Hansgrohe BOH | Bora-Hansgrohe BOH      | Bora-Hansgrohe BOH |
| ------------------ | ----------------------- | ------------------ |
| Num                | Coureur                 | Pos                |
| 81                 | Giovanni Aleotti (ITA)  | 33e                |
| 82                 | Cesare Benedetti (POL)  | 106e               |
| 83                 | Patrick Gamper (AUT)    | 126e               |
| 84                 | Lukas Pöstlberger (AUT) | 125e               |
| 85                 | Ide Schelling (NED)     | 86e                |
| 86                 | Frederik Wandahl (DEN)  | AB                 |
| 87                 | Ben Zwiehoff (GER)      | 101e               |

| TotalEnergies TEN | TotalEnergies TEN        | TotalEnergies TEN |
| ----------------- | ------------------------ | ----------------- |
| Num               | Coureur                  | Pos               |
| 91                | Mathieu Burgaudeau (FRA) | 11e               |
| 92                | Fabien Doubey (FRA)      | 128e              |
| 93                | Pierre Latour (FRA)      | 21e               |
| 94                | Daniel Oss (ITA)         | AB                |
| 95                | Julien Simon (FRA)       | 74e               |
| 96                | Peter Sagan (SVK)        | 107e              |
| 97                | Anthony Turgis (FRA)     | 118e              |

| Movistar Team MOV | Movistar Team MOV         | Movistar Team MOV |
| ----------------- | ------------------------- | ----------------- |
| Num               | Coureur                   | Pos               |
| 101               | Alex Aranburu (ESP)       | 12e               |
| 102               | Jorge Arcas (ESP)         | 67e               |
| 103               | William Barta (USA)       | 131e              |
| 104               | Iván García Cortina (ESP) | 57e               |
| 105               | Vinicius Rangel (BRA)     | 84e               |
| 106               | Sergio Samitier (ESP)     | AB                |
| 107               | Gonzalo Serrano (ESP)     | 34e               |

| EF Education-EasyPost EFE | EF Education-EasyPost EFE | EF Education-EasyPost EFE |
| ------------------------- | ------------------------- | ------------------------- |
| Num                       | Coureur                   | Pos                       |
| 111                       | Magnus Cort Nielsen (DEN) | 46e                       |
| 112                       | Stefan Bissegger (SUI)    | 109e                      |
| 113                       | Jens Keukeleire (BEL)     | 54e                       |
| 114                       | Sebastian Langeveld (NED) | 135e                      |
| 115                       | Andrea Piccolo (ITA)      | 10e                       |
| 116                       | Marijn van den Berg (NED) | 37e                       |
| 117                       | Łukasz Wiśniowski (POL)   | 134e                      |

| Bahrain Victorious TBV | Bahrain Victorious TBV      | Bahrain Victorious TBV |
| ---------------------- | --------------------------- | ---------------------- |
| Num                    | Coureur                     | Pos                    |
| 121                    | Yukiya Arashiro (JPN)       | 58e                    |
| 122                    | Damiano Caruso (ITA)        | 98e                    |
| 123                    | Johan Price-Pejtersen (DEN) | 96e                    |
| 124                    | Jan Tratnik (SLO)           | 14e                    |
| 125                    | Stephen Williams (GBR)      | 139e                   |
| 126                    | Kamil Gradek (POL)          | AB                     |
| 127                    | Matevž Govekar (SLO)        | 129e                   |

| BikeExchange-Jayco BEX | BikeExchange-Jayco BEX | BikeExchange-Jayco BEX |
| ---------------------- | ---------------------- | ---------------------- |
| Num                    | Coureur                | Pos                    |
| 131                    | Michael Matthews (AUS) | 27e                    |
| 132                    | Tsgabu Grmay (ETH)     | AB                     |
| 133                    | Jan Maas (NED)         | 64e                    |
| 134                    | Tanel Kangert (EST)    | AB                     |
| 135                    | Luka Mezgec (SLO)      | AB                     |
| 136                    | Dion Smith (NZL)       | AB                     |
| 137                    | Matteo Sobrero (ITA)   | AB                     |

| Team DSM DSM | Team DSM DSM               | Team DSM DSM |
| ------------ | -------------------------- | ------------ |
| Num          | Coureur                    | Pos          |
| 141          | Søren Kragh Andersen (DEN) | AB           |
| 142          | Pavel Bittner (CZE)        | 42e          |
| 143          | Romain Combaud (FRA)       | 115e         |
| 144          | Chris Hamilton (AUS)       | 76e          |
| 145          | Leon Heinschke (GER)       | 80e          |
| 146          | Martijn Tusveld (NED)      | 114e         |
| 147          | Kevin Vermaerke (USA)      | AB           |

| UAE Team Emirates UAD | UAE Team Emirates UAD      | UAE Team Emirates UAD |
| --------------------- | -------------------------- | --------------------- |
| Num                   | Coureur                    | Pos                   |
| 151                   | Tadej Pogačar (SLO)        | 89e                   |
| 152                   | Oliviero Troia (ITA)       | AB                    |
| 153                   | Ryan Gibbons (RSA)         | 53e                   |
| 154                   | Matteo Trentin (ITA)       | 88e                   |
| 155                   | Diego Ulissi (ITA)         | 26e                   |
| 156                   | Vegard Stake Laengen (NOR) | 85e                   |
| 157                   | Rui Oliveira (POR)         | 36e                   |

| Cofidis COF | Cofidis COF               | Cofidis COF |
| ----------- | ------------------------- | ----------- |
| Num         | Coureur                   | Pos         |
| 161         | Guillaume Martin (FRA)    | 92e         |
| 162         | Ion Izagirre (ESP)        | 19e         |
| 163         | François Bidard (FRA)     | 82e         |
| 164         | Anthony Perez (FRA)       | 124e        |
| 165         | Pierre-Luc Périchon (FRA) | AB          |
| 166         | Benjamin Thomas (FRA)     | 8e          |
| 167         | Axel Zingle (FRA)         | 132e        |

| Astana Qazaqstan Team AST | Astana Qazaqstan Team AST | Astana Qazaqstan Team AST |
| ------------------------- | ------------------------- | ------------------------- |
| Num                       | Coureur                   | Pos                       |
| 171                       | Joe Dombrowski (USA)      | AB                        |
| 172                       | Christian Scaroni (ITA)   | 25e                       |
| 173                       | Yevgeniy Gidich (KAZ)     | AB                        |
| 174                       | Yuriy Natarov (KAZ)       | 127e                      |
| 175                       | Andrey Zeits (KAZ)        | 99e                       |
| 176                       | Simone Velasco (ITA)      | 47e                       |
| 177                       | Valerio Conti (ITA)       | 97e                       |

| Jumbo-Visma TJV | Jumbo-Visma TJV            | Jumbo-Visma TJV |
| --------------- | -------------------------- | --------------- |
| Num             | Coureur                    | Pos             |
| 181             | Wout van Aert (BEL)        | 1er             |
| 182             | Koen Bouwman (NED)         | AB              |
| 183             | Pascal Eenkhoorn (NED)     | 137e            |
| 184             | David Dekker (NED)         | AB              |
| 185             | Timo Roosen (NED)          | 133e            |
| 186             | Lennard Hofstede (NED)     | AB              |
| 187             | Nathan Van Hooydonck (BEL) | AB              |

| Intermarché-Wanty-Gobert Matériaux IWG | Intermarché-Wanty-Gobert Matériaux IWG | Intermarché-Wanty-Gobert Matériaux IWG |
| -------------------------------------- | -------------------------------------- | -------------------------------------- |
| Num                                    | Coureur                                | Pos                                    |
| 191                                    | Dimitri Claeys (BEL)                   | 39e                                    |
| 192                                    | Biniam Girmay (ERI)                    | 6e                                     |
| 193                                    | Hugo Page (FRA)                        | 59e                                    |
| 194                                    | Andrea Pasqualon (ITA)                 | 60e                                    |
| 195                                    | Tom Devriendt (BEL)                    | 102e                                   |
| 196                                    | Baptiste Planckaert (BEL)              | 111e                                   |
| 197                                    | Loïc Vliegen (BEL)                     | 45e                                    |

| Lotto-Soudal LTS | Lotto-Soudal LTS         | Lotto-Soudal LTS |
| ---------------- | ------------------------ | ---------------- |
| Num              | Coureur                  | Pos              |
| 201              | Victor Campenaerts (BEL) | 31e              |
| 202              | Jasper De Buyst (BEL)    | 17e              |
| 203              | Arnaud De Lie (BEL)      | 4e               |
| 204              | Philippe Gilbert (BEL)   | 18e              |
| 205              | Brent Van Moer (BEL)     | 78e              |
| 206              | Florian Vermeersch (BEL) | 94e              |
| 207              | Frederik Frison (BEL)    | 79e              |

| Bardiani CSF Faizanè BCF | Bardiani CSF Faizanè BCF | Bardiani CSF Faizanè BCF |
| ------------------------ | ------------------------ | ------------------------ |
| Num                      | Coureur                  | Pos                      |
| 211                      | Filippo Zana (ITA)       | 119e                     |
| 213                      | Filippo Fiorelli (ITA)   | 5e                       |
| 214                      | Davide Gabburo (ITA)     | 61e                      |
| 215                      | Sacha Modolo (ITA)       | 62e                      |
| 216                      | Alessandro Tonelli (ITA) | 81e                      |
| 217                      | Samuele Zoccarato (ITA)  | 32e                      |

| Bingoal Pauwels Sauces WB BWB | Bingoal Pauwels Sauces WB BWB | Bingoal Pauwels Sauces WB BWB |
| ----------------------------- | ----------------------------- | ----------------------------- |
| Num                           | Coureur                       | Pos                           |
| 221                           | Louis Blouwe (BEL)            | 55e                           |
| 222                           | Johan Meens (BEL)             | 71e                           |
| 223                           | Kenny Molly (BEL)             | 110e                          |
| 224                           | Tom Paquot (BEL)              | AB                            |
| 225                           | Marco Tizza (ITA)             | 24e                           |
| 226                           | Attilio Viviani (ITA)         | 112e                          |
| 227                           | Tom Wirtgen (LUX)             | AB                            |

| Uno-X Pro Cycling Team UXT | Uno-X Pro Cycling Team UXT   | Uno-X Pro Cycling Team UXT |
| -------------------------- | ---------------------------- | -------------------------- |
| Num                        | Coureur                      | Pos                        |
| 231                        | Rasmus Tiller (NOR)          | 121e                       |
| 232                        | Anders Skaarseth (NOR)       | 130e                       |
| 233                        | Fredrik Dversnes (NOR)       | 69e                        |
| 234                        | Martin Bugge Urianstad (NOR) | 22e                        |
| 235                        | Syver Wærsted (NOR)          | AB                         |
| 236                        | Jonas Abrahamsen (NOR)       | 95e                        |
| 237                        | Erik Nordsæter Resell (NOR)  | 104e                       |